# Cristian Ramírez
Cristian Leonel Ramírez Zambrano (Santo Domingo, 12 de agosto de 1994) es un futbolista ecuatoriano con nacionalidad rusa. Juega de lateral izquierdo y su equipo actual es el F. C. Lokomotiv Moscú de la Liga Premier de Rusia.

## Trayectoria

### Independiente del Valle
En agosto de 2009 es comprado por el Club Social y Deportivo Independiente José Terán, año en el que forma parte del equipo campeón y que asciende a la Primera División de Ecuador, club en el que debuta profesionalmente el 28 de abril de 2011 en un partido contra El Nacional. En 2011 llega a Alemania para probarse en el Borussia Dortmund donde jugó con el equipo sub-19, situación que obliga a Ramírez a regresar a Ecuador. En abril del 2012 se entrena con el Tottenham Hotspur, como parte de un convenio entre el club dueño de sus derechos y el club inglés. Durante su estadía el club inglés pretende ficharlo al tener destacadas actuaciones, sin embargo la reglamentaria de la Premier League impiden que se concrete el traspaso, en su último año con el club consiguió clasificar a la Copa Sudamericana 2013. 

### Fortuna Düsseldorf
En 2013 es comprado por el Fortuna Düsseldorf de Alemania, descendiendo en la temporada 2012-13, luego tuvo buenas actuaciones en la liga.

### F. C. Núremberg
Un año más tarde se convierte en refuerzo del 1. F. C. Núremberg, llega a préstamo por un año.

### Ferencváros T. C.
En 2015 es cedido al Ferencváros de Hungría, A su llegada queda subcampeón del fútbol húngaro clasificando a la Liga Europea de la UEFA 2015-16 en la que se elimina en la segunda ronda previa.
En la Nemzeti Bajnokság I 2015-16 fue campeón clasificando a la Liga de Campeones de la UEFA 2016-17, perdió con el Partizani Tirana en tanda de penales fallando el último penal de su equipo.
Con este club ha sido figura, quedando campeón de la Copa de Hungría. Jugando con el número 77.
El 14 de julio de 2023 fue presentado en Ferencváros, regresando a Hungría después de seis años en Rusia.

### F. C. Krasnodar
Para la temporada 2017 se vincula por cuatro temporadas y media con el Krasnodar de la Liga Premier de Rusia, jugando así la Liga Europea de la UEFA, fue presentado con el número 12.

### F. C. Lokomotiv Moscú
En julio de 2025 firmó por dos temporadas con el Lokomotiv Moscú de la Liga Premier de Rusia, retornando al país euroasiático tras su paso por Hungría, fue presentado con el número 2.

## Selección nacional

### Categorías inferiores

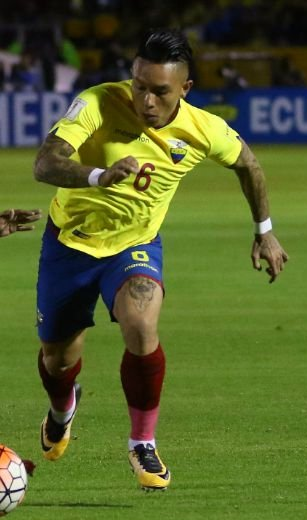
Ramírez durante un partido con la selección ecuatoriana.

Leonel ha sido parte de las selecciones juveniles de Ecuador en varias ocasiones. Conformo el plantel que consiguió la clasificación histórica al Mundial México Sub-17.

#### Participaciones en Sudamericanos
| Campeonato                  | Sede      | Resultado    | Partidos | Goles |
| --------------------------- | --------- | ------------ | -------- | ----- |
| Sudamericano Sub-17 de 2011 | Ecuador   | Cuarto lugar | 9        | 0     |
| Sudamericano Sub-20 de 2013 | Argentina | Sexto lugar  | 7        | 0     |

#### Participaciones en Copas del Mundo
| Campeonato                  | Sede   | Resultado        | Partidos | Goles |
| --------------------------- | ------ | ---------------- | -------- | ----- |
| Copa Mundial Sub-17 de 2011 | México | Octavos de final | 4        | 0     |

### Selección absoluta
En 2013 fue convocado para los partidos amistosos contra las selecciones de Argentina y Honduras, debutando ante esta última. También en 2014 fue convocado para los partidos amistosos contra las selecciones de Australia y Países Bajos. 
Bajo el mando del director técnico interino Sixto Vizuete lo convoca para los partidos amistosos contra las selecciones de Bolivia, Brasil, Estados Unidos y El Salvador.
En 2016 bajo el mando del director técnico Gustavo Quinteros, lo convoca para un partido amistoso contra Estados Unidos, también fue confirmado en la nómina definitiva de 23 jugadores el 2 de junio, para disputar la Copa América. Fue convocado nuevamente por Gustavo Quinteros a los partidos de eliminatorias contra Chile y Bolivia. Marcó su primer gol en selección absoluta frente a Chile.
Fue convocado por Sebastián Beccacece para disputar la doble fecha de las eliminatorias para el Mundial de Canadá, Estados Unidos y México 2026 de septiembre de 2024 ante Brasil y Perú, sin embargo debido a una lesión tuvo que ser desafectado de la convocatoria. En octubre sería nuevamente llamado para los partidos ante Paraguay y Uruguay.

#### Participaciones en eliminatorias
| Eliminatorias      | Sede            | Resultado    | Partidos | Goles |
| ------------------ | --------------- | ------------ | -------- | ----- |
| Eliminatorias 2018 | América del Sur | No clasificó | 6        | 1     |
| Eliminatorias 2026 | América del Sur | Clasificado  | 1        | 0     |

#### Participaciones en Copa América
| Copa              | Sede           | Resultado        | Partidos | Goles |
| ----------------- | -------------- | ---------------- | -------- | ----- |
| Copa América 2016 | Estados Unidos | Cuartos de final | 1        | 0     |
| Copa América 2019 | Brasil         | Fase de grupos   | 2        | 0     |

### Partidos internacionales
Actualizado al último partido disputado el 10 de octubre de 2024.
| \| N.° \| Fecha \| Ciudad \| Rival \| Resultado \| Resultado \| Competencia \| \| --- \| ------------------------ \| ----------------- \| -------------- \| --------- \| --------- \| ----------------------------------- \| \| 1. \| 19 de noviembre de 2013 \| Houston \| Honduras \| 2-2 \| Empate \| Amistoso \| \| 2. \| 5 de marzo de 2014 \| Londres \| Australia \| 4-3 \| Victoria \| Amistoso \| \| 3. \| 6 de septiembre de 2014 \| Miami \| Bolivia \| 4-0 \| Victoria \| Amistoso \| \| 4. \| 25 de mayo de 2016 \| Dallas \| Estados Unidos \| 0-1 \| Derrota \| Amistoso \| \| 5. \| 12 de junio de 2016 \| Glendale \| Estados Unidos \| 1-2 \| Derrota \| Copa América 2016 \| \| 6. \| 6 de octubre de 2016 \| Quito \| Chile \| 3-0 \| Victoria \| Eliminatorias al Mundial Rusia 2018 \| \| 7. \| 11 de octubre de 2016 \| La Paz \| Bolivia \| 2-2 \| Empate \| Eliminatorias al Mundial Rusia 2018 \| \| 8. \| 8 de junio de 2017 \| Boca Ratón \| Venezuela \| 1-1 \| Empate \| Amistoso \| \| 9. \| 13 de junio de 2017 \| Harrison \| El Salvador \| 3-0 \| Victoria \| Amistoso \| \| 10. \| 31 de agosto de 2017 \| Porto Alegre \| Brasil \| 0-2 \| Derrota \| Eliminatorias al Mundial Rusia 2018 \| \| 11. \| 5 de septiembre de 2017 \| Quito \| Perú \| 1-2 \| Derrota \| Eliminatorias al Mundial Rusia 2018 \| \| 13. \| 5 de octubre de 2017 \| Santiago de Chile \| Chile \| 1-2 \| Derrota \| Eliminatorias al Mundial Rusia 2018 \| \| 12. \| 10 de octubre de 2017 \| Quito \| Argentina \| 1-3 \| Derrota \| Eliminatorias al Mundial Rusia 2018 \| \| 14. \| 7 de septiembre de 2018 \| Harrison \| Jamaica \| 2-0 \| Victoria \| Amistoso \| \| 15. \| 11 de septiembre de 2018 \| Bridgeview \| Guatemala \| 2-0 \| Victoria \| Amistoso \| \| 16. \| 12 de octubre de 2018 \| Doha \| Catar \| 3-4 \| Derrota \| Amistoso \| \| 17. \| 16 de octubre de 2018 \| Doha \| Omán \| 0-0 \| Empate \| Amistoso \| \| 18. \| 1 de junio de 2019 \| Miami \| Venezuela \| 1-1 \| Empate \| Amistoso \| \| 19. \| 9 de junio de 2019 \| Arlington \| México \| 2-3 \| Derrota \| Amistoso \| \| 20. \| 21 de junio de 2019 \| Salvador \| Chile \| 1-2 \| Derrota \| Copa América 2019 \| \| 21. \| 24 de junio de 2019 \| Belo Horizonte \| Japón \| 1-1 \| Empate \| Copa América 2019 \| \| 22. \| 10 de octubre de 2024 \| Quito \| Paraguay \| 0-0 \| Empate \| Eliminatorias al Mundial 2026 \| |                          |                   |                |           |           |                                     |
| N.° | Fecha                    | Ciudad            | Rival          | Resultado | Resultado | Competencia                         |
| 1. | 19 de noviembre de 2013  | Houston           | Honduras       | 2-2       | Empate    | Amistoso                            |
| 2. | 5 de marzo de 2014       | Londres           | Australia      | 4-3       | Victoria  | Amistoso                            |
| 3. | 6 de septiembre de 2014  | Miami             | Bolivia        | 4-0       | Victoria  | Amistoso                            |
| 4. | 25 de mayo de 2016       | Dallas            | Estados Unidos | 0-1       | Derrota   | Amistoso                            |
| 5. | 12 de junio de 2016      | Glendale          | Estados Unidos | 1-2       | Derrota   | Copa América 2016                   |
| 6. | 6 de octubre de 2016     | Quito             | Chile          | 3-0       | Victoria  | Eliminatorias al Mundial Rusia 2018 |
| 7. | 11 de octubre de 2016    | La Paz            | Bolivia        | 2-2       | Empate    | Eliminatorias al Mundial Rusia 2018 |
| 8. | 8 de junio de 2017       | Boca Ratón        | Venezuela      | 1-1       | Empate    | Amistoso                            |
| 9. | 13 de junio de 2017      | Harrison          | El Salvador    | 3-0       | Victoria  | Amistoso                            |
| 10. | 31 de agosto de 2017     | Porto Alegre      | Brasil         | 0-2       | Derrota   | Eliminatorias al Mundial Rusia 2018 |
| 11. | 5 de septiembre de 2017  | Quito             | Perú           | 1-2       | Derrota   | Eliminatorias al Mundial Rusia 2018 |
| 13. | 5 de octubre de 2017     | Santiago de Chile | Chile          | 1-2       | Derrota   | Eliminatorias al Mundial Rusia 2018 |
| 12. | 10 de octubre de 2017    | Quito             | Argentina      | 1-3       | Derrota   | Eliminatorias al Mundial Rusia 2018 |
| 14. | 7 de septiembre de 2018  | Harrison          | Jamaica        | 2-0       | Victoria  | Amistoso                            |
| 15. | 11 de septiembre de 2018 | Bridgeview        | Guatemala      | 2-0       | Victoria  | Amistoso                            |
| 16. | 12 de octubre de 2018    | Doha              | Catar          | 3-4       | Derrota   | Amistoso                            |
| 17. | 16 de octubre de 2018    | Doha              | Omán           | 0-0       | Empate    | Amistoso                            |
| 18. | 1 de junio de 2019       | Miami             | Venezuela      | 1-1       | Empate    | Amistoso                            |
| 19. | 9 de junio de 2019       | Arlington         | México         | 2-3       | Derrota   | Amistoso                            |
| 20. | 21 de junio de 2019      | Salvador          | Chile          | 1-2       | Derrota   | Copa América 2019                   |
| 21. | 24 de junio de 2019      | Belo Horizonte    | Japón          | 1-1       | Empate    | Copa América 2019                   |
| 22. | 10 de octubre de 2024    | Quito             | Paraguay       | 0-0       | Empate    | Eliminatorias al Mundial 2026       |

### Goles internacionales
| \| N.° \| Fecha \| Lugar \| Rival \| Gol \| Resultado \| Resultado \| Competición \| \| --- \| -------------------- \| ------------------------------------------ \| ----- \| --- \| --------- \| --------- \| -------------------------- \| \| 1. \| 6 de octubre de 2016 \| Estadio Olímpico Atahualpa, Quito, Ecuador \| Chile \| 2–0 \| 3–0 \| Victoria \| Eliminatorias Mundial 2018 \| |                      |                                            |       |     |           |           |                            |
| N.° | Fecha                | Lugar                                      | Rival | Gol | Resultado | Resultado | Competición                |
| 1. | 6 de octubre de 2016 | Estadio Olímpico Atahualpa, Quito, Ecuador | Chile | 2–0 | 3–0       | Victoria  | Eliminatorias Mundial 2018 |

## Estadísticas

### Clubes
Actualizado al último partido disputado el 17 de agosto de 2025.
| Club                              | Div.                | Temporada           | Liga  | Liga  | Copas nacionales | Copas nacionales | Copas internacionales | Copas internacionales | Total | Total | Total  |
| Club                              | Div.                | Temporada           | Part. | Goles | Part.            | Goles            | Part.                 | Goles                 | Part. | Goles | Asist. |
| --------------------------------- | ------------------- | ------------------- | ----- | ----- | ---------------- | ---------------- | --------------------- | --------------------- | ----- | ----- | ------ |
| Independiente del Valle · Ecuador | 1.ª                 | 2011                | 24    | 0     | —                | —                | —                     | —                     | 24    | 0     | 0      |
| Independiente del Valle · Ecuador | 1.ª                 | 2012                | 32    | 0     | —                | —                | —                     | —                     | 32    | 0     | 0      |
| Independiente del Valle · Ecuador | Total club          | Total club          | 56    | 0     | 0                | 0                | 0                     | 0                     | 56    | 0     | 0      |
| Fortuna Düsseldorf · Alemania     | 1.ª                 | 2012-13             | 0     | 0     | 0                | 0                | —                     | —                     | 0     | 0     | 0      |
| Fortuna Düsseldorf · Alemania     | 2.ª                 | 2013-14             | 16    | 0     | 1                | 0                | —                     | —                     | 17    | 0     | 1      |
| Fortuna Düsseldorf · Alemania     | Total club          | Total club          | 16    | 0     | 1                | 0                | 0                     | 0                     | 17    | 0     | 1      |
| 1. F. C. Núremberg · Alemania     | 2.ª                 | 2014-15             | 7     | 0     | 1                | 0                | —                     | —                     | 8     | 0     | 0      |
| 1. F. C. Núremberg · Alemania     | Total club          | Total club          | 7     | 0     | 1                | 0                | 0                     | 0                     | 8     | 0     | 0      |
| Ferencváros T. C. · Hungría       | 1.ª                 | 2014-15             | 13    | 0     | 3                | 1                | 0                     | 0                     | 16    | 1     | 6      |
| Ferencváros T. C. · Hungría       | 1.ª                 | 2015-16             | 28    | 4     | 7                | 0                | 3                     | 0                     | 38    | 4     | 6      |
| Ferencváros T. C. · Hungría       | 1.ª                 | 2016-17             | 14    | 0     | 0                | 0                | 2                     | 0                     | 16    | 0     | 2      |
| F. C. Krasnodar · Rusia           | 1.ª                 | 2016-17             | 11    | 0     | 1                | 0                | 3                     | 0                     | 15    | 0     | 1      |
| F. C. Krasnodar · Rusia           | 1.ª                 | 2017-18             | 20    | 0     | 1                | 0                | 4                     | 0                     | 25    | 0     | 3      |
| F. C. Krasnodar · Rusia           | 1.ª                 | 2018-19             | 23    | 0     | 4                | 0                | 8                     | 0                     | 35    | 0     | 3      |
| F. C. Krasnodar · Rusia           | 1.ª                 | 2019-20             | 26    | 0     | 1                | 0                | 9                     | 0                     | 36    | 0     | 1      |
| F. C. Krasnodar · Rusia           | 1.ª                 | 2020-21             | 16    | 0     | 0                | 0                | 8                     | 1                     | 24    | 1     | 1      |
| F. C. Krasnodar · Rusia           | 1.ª                 | 2021-22             | 12    | 0     | 1                | 0                | 0                     | 0                     | 13    | 0     | 0      |
| F. C. Krasnodar · Rusia           | 1.ª                 | 2022-23             | 27    | 2     | 12               | 0                | —                     | —                     | 39    | 2     | 6      |
| F. C. Krasnodar · Rusia           | Total club          | Total club          | 135   | 2     | 20               | 0                | 32                    | 1                     | 187   | 3     | 15     |
| Ferencváros T. C. · Hungría       | 1.ª                 | 2023-24             | 24    | 1     | 6                | 0                | 10                    | 1                     | 40    | 2     | 5      |
| Ferencváros T. C. · Hungría       | 1.ª                 | 2024-25             | 21    | 0     | 3                | 1                | 13                    | 0                     | 37    | 1     | 3      |
| Ferencváros T. C. · Hungría       | Total club          | Total club          | 100   | 5     | 19               | 2                | 28                    | 1                     | 147   | 8     | 22     |
| F. C. Lokomotiv Moscú · Rusia     | 1.ª                 | 2025-26             | 3     | 0     | 1                | 0                | —                     | —                     | 4     | 0     | 0      |
| F. C. Lokomotiv Moscú · Rusia     | Total club          | Total club          | 3     | 0     | 1                | 0                | 0                     | 0                     | 4     | 0     | 0      |
| Total en su carrera               | Total en su carrera | Total en su carrera | 317   | 7     | 42               | 2                | 60                    | 2                     | 419   | 11    | 38     |
| 1. 2.                             |                     |                     |       |       |                  |                  |                       |                       |       |       |        |

## Palmarés

### Campeonatos nacionales
| Título               | Club              | País    | Año  |
| -------------------- | ----------------- | ------- | ---- |
| Copa de Hungría      | Ferencváros T. C. | Hungría | 2015 |
| Supercopa de Hungría | Ferencváros T. C. | Hungría | 2015 |
| Liga NB1             | Ferencváros T. C. | Hungría | 2016 |
| Copa de Hungría      | Ferencváros T. C. | Hungría | 2016 |
| Supercopa de Hungría | Ferencváros T. C. | Hungría | 2016 |
| Liga NB1             | Ferencváros T. C. | Hungría | 2024 |
| Liga NB1             | Ferencváros T. C. | Hungría | 2025 |